# 谢苗·扎季翁琴科
谢苗·鲍里索维奇·扎季翁琴科（俄语：Семён Борисович Задионченко，1898年6月10日（22日）—1972年11月19日），真名西蒙·博鲁霍维奇·扎季琴科（俄语：Шимон Борухович Зайончик）是苏联政治家，曾担任第聂伯罗彼得罗夫斯克州委第一书记，是约瑟夫·维萨里奥诺维奇·斯大林发动“大清洗”的积极支持者和执行者。